# Luchita Hurtado
Pour les articles homonymes, voir Hurtado.
Luchita Hurtado (Maiquetía, 28 octobre 1920 — Santa Monica, 13 août 2020) est une peintre, lithographe et graveuse américano-vénézuélienne.
Dans les années 1940 et 1950, Hurtado produit principalement des peintures, dessins et estampes de sujets abstraits, des paysages biomorphiques et des figures totémiques et motifs indigènes. Elle y développe sa conception de l'humanité, de l'univers et de la nature, des thèmes centraux chez elle. À partir des années 1960, elle se rapproche davantage de l'art figuratif pour évoquer des sujets plus politiques et sociaux, comme le mouvement de libération de la femme et le mouvement écologiste qui émergent aux États-Unis à cette époque. Elle approfondit sa vision de son propre corps, de sa présence, de son pouvoir : son corps devient central dans son œuvre.
Luchita Hurtado évolue toute sa vie dans le milieu artistique, rencontrant plusieurs des artistes les plus importants du XXe siècle. Mariée trois fois, notamment aux artistes surréalistes Wolfgang Paalen et Lee Mullican, elle a quatre enfants. Se consacrant à sa vie familiale et domestique, elle ne cesse de peindre toute sa vie sans pour autant faire connaître son œuvre. Ce n'est qu'au contact de groupes d'artistes féministes dans les années 1970 qu'elle se libère et tient sa première exposition personnelle. Elle est finalement découverte en 2015 et acquiert subitement une grande renommée en 2018, à l'âge de 97 ans.

## Biographie

### Jeunesse et premier mariage avec Daniel del Solar

#### Premières années au Venezuela
Luisa Amelia García Rodríguez naît à Maiquetía, une ville balnéaire à proximité de Caracas, au Venezuela, le 28 octobre 1920. Quelques années après sa naissance, sa mère, Teolinda Rodríguez, quitte son père, Pedro José García, et émigre aux États-Unis avec ses deux sœurs ainsi que la sœur aînée de Luisa Amelia. Celle-ci est élevée par la tante de son père, Manana, et sa grand-mère Rosario, qui lui apprend à coudre, crocheter et broder. Tandis que son père, qu'elle ne reverra plus jamais, reste au Venezuela avec son petit frère, Luchita rejoint sa mère, devenue couturière à New York en 1928, alors qu'elle n'a que 8 ans,,. Elle garde du Venezuela d'intenses souvenirs sensoriels, un odorat très développé qui la maintient proche de la nature toute sa vie,.

#### Études à New York
Rêvant d'abord de poursuivre des études d'architecture « pour construire des ponts », elle fait croire à sa mère qu'elle étudie la couture tandis qu'elle suit une formation à l'Art Students League puis étudie les beaux-arts et le théâtre au collège pour fille Washington Irving (en). Elle y apprend aussi l'opéra et le cinéma et y développe un vif intérêt pour les mouvements politiques antifascistes,,,.

#### Rencontre avec Daniel del Solar
Adolescente, elle devient bénévole au journal hispanophone La Prensa (en) de New York, où elle rencontre le journaliste chilien Daniel del Solar, avec qui elle partage une forte connexion intellectuelle,. Grâce à lui, elle rencontre de nombreuses personnalités latino-américaines dans le domaine des arts et des lettres. Hurtado épouse à 18 ans Solar, deux fois plus âgé qu'elle.
Sur l'invitation de Rafael Trujillo, alors dictateur de la république dominicaine, le couple s'installe à Saint-Domingue pour y créer un journal avec un éditeur madrilène. À Saint-Domingue, elle rencontre l'importante diaspora d'artistes et écrivains européens ayant fui la montée de l'Allemagne nazie. Devenue amie de la nièce d'Héctor Trujillo, chef de l'armée dominicaine, elle subit des avances très prononcées de celui-ci et le couple décide de rentrer aux États-Unis alors que Hurtado est enceinte de leur premier enfant.
À leur retour à New York, Del Solar l'introduit dans un monde intellectuel qui façonnera le cours de sa vie et de sa carrière, notamment en rencontrant les artistes de l'École de New York Mark Rothko et Robert Motherwell ainsi que le peintre mexicain Rufino Tamayo, le premier artiste qui ait influencé l'art de Luchita Hurtado — tous resteront de bons amis. Tamayo et Hurtado se rencontrent régulièrement dans sa cuisine pour peindre et parler affaires, choisissant souvent les couleurs de leur environnement et imaginant comment les recréer sur la toile,. Elle se lie aussi d'amitié avec le surréaliste chilien Roberto Matta, qui avait été étroitement associé à Le Corbusier et André Breton à Paris à la fin des années 1930, et de la danseuse américaine d'origine japonaise Ailes Gilmour (en). Elle est la demi-sœur du peintre et sculpteur japonais Isamu Noguchi. Hurtado et lui deviennent très proches — « comme des frères », selon ses propres mots — et visitent souvent des galeries ensemble. Tamayo lui présente aussi Pierre Matisse, qui lui présente à son tour Marc Chagall, Joan Miró et Fernand Léger.

### Débuts et départ au Mexique avec Wolfgang Paalen

#### Séparation d'avec Del Solar et débuts professionnels
Après la naissance de Daniel del Solar Jr. en juin 1940 et de Pablo del Solar en 1942, elle emménage brièvement à Washington D.C., où Del Solar a une opportunité professionnelle. Cependant ce dernier quitte Hurtado et les deux enfants la même année ; Luchita Hurtado retourne à New York où et elle doit laisser ses enfants à l'école et trouver du travail,,. Elle commence ainsi sa carrière artistique à New York au début des années 1940, en travaillant comme illustratrice de mode pour Condé Nast et comme muraliste pour les vitrines et les murs des magasins Lord & Taylor,. En 1944, elle expose des peintures sur verre et murales pour Bloomingdale's.

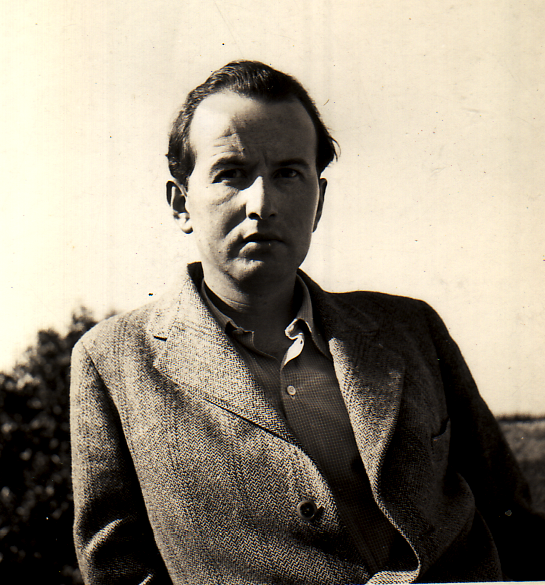
Wolfgang Paalen au Mexique en 1940.

#### Rencontre avec Wolfgang Paalen et installation au Mexique
En 1946, Noguchi lui présente l'artiste surréaliste et théoricien de l'art autrichien Wolfgang Paalen, qui vient d'éditer le magazine contre-surréaliste DYN,. Il l'invite à une expédition au Mexique, où ils visitent San Lorenzo et sa région pour voir les sites aztèque et olmèque de Tenochtiltlan et La Venta, respectivement. Elle prend plusieurs photographies d'œuvres d'art précolombien, dont certaines sont publiées en 1952 dans la revue française Cahiers d'art pour illustrer l'article « Le plus ancien visage du nouveau monde », écrit par Paalen,. Paalen et Hurtado tombent amoureux lors de ce voyage, et après plusieurs séjours dans ce pays, ils se marient en 1947 dans un petit village mexicain avant de s'installer dans la capitale.
Paalen y a un grand studio (duquel jouit également Hurtado, qui produit des illustrations pour des magazines américains) où il collectionne de nombreux objets d'art précolombiens, dont l'œuvre de Hurtado de l'époque témoigne de l'influence,. Ils deviennent proches des muralistes mexicains tels que Frida Kahlo et Diego Rivera, dont ils sont voisins, ainsi que des surréalistes espagnols et britanniques établis là-bas comme les peintres Remedios Varo et Miguel Covarrubias, le cinéaste Luis Buñuel, le photographe Manuel Álvarez Bravo, le poète Edward James et les artistes Leonora Carrington et Gordon Onslow Ford, que Paalen avait déjà connu au sein du cercle des proches d'André Breton, ainsi que son épouse, l'écrivaine Jacqueline Johnson, qui a co-édité le dernier numéro de DYN,,. En 1948, Hurtado et Paalen se rendent à Los Angeles pour rendre visite à Man Ray, qui la photographie dans son studio d'Hollywood, puis rendent visite à Gordon Onslow Ford et Jacqueline Johnson à San Francisco.
À leur retour au Mexique, Pablo del Solar meurt de la polio. Elle lui attribue des causes mystiques liées à la mythologie des anciennes civilisations locales et veut partir du Mexique ; sur invitation d'Onslow Ford et Johnson et Paalen ayant reçu des opportunités à San Francisco, le couple s'y installe à son tour l'année suivante.

### Installation à San Francisco et expositionDynaton
À San Francisco, Luchita Hurtado et Wolfgang Paalen continuent de développer un large réseau d'artistes locaux et internationaux, actifs dans le cinéma, la peinture surréaliste ou intéressés, comme c'est le cas de Lee Mullican, dans l'art précolombien, qu'il a découvert dans la revue DYN. Quand ils achètent une grande maison à Mill Valley, quelques kilomètres au nord-ouest de San Francisco, les nombreux voyages de Paalen au Mexique, dont il continue à ramener des pièces d'art précolombien, ont un coût important et ils louent une chambre à Mullican pour s'assurer des revenus. Paalen a l'esprit au Mexique et à ses ouvrages sur l'art, tandis que Hurtado peint des aquarelles dans la cuisine.
Pendant trois ans, Paalen, Mullican et Onslow Ford travaillent sur une exposition qui sera très remarquée : « New Vision: Wolfgang Paalen, Lee Mullican, Gordon Onslow Ford » voit le jour en 1951, accompagnée d'un catalogue comprenant des essais de Paalen et Johnson intitulé Dynaton, 1951. Cette exposition marque la création du groupe Dynaton, un mouvement artistique post-surréaliste dont les influences esthétiques s'inspirent de la spiritualité des cultures précolombiennes et amérindiennes ; quoique apparaissant dans la photo de groupe du catalogue, Hurtado ne fait pas formellement partie du groupe, mais en est évidemment proche et son art en sera influencé,,,. L'exposition est considérée comme l'une des influences majeures de la Beat Generation, de la culture hippie, et un critique d'art a appelé le mouvement « surréalisme pour le Nouveau Monde ». Pendant cette période, son cercle d'amis et d'artistes s'élargit à nouveau : elle rencontre notamment le peintre et sculpteur surréaliste français Marcel Duchamp.
Cependant, pendant la gestation de ce projet, le couple a des besoins différents : Hurtado veut des enfants au contraire de Paalen, qui souffre de nombreux épisodes de dépression nerveuse et est hanté par le fait que de nombreuses personnes de sa famille se sont suicidées et qu'il ne voulait pas le transmettre. Ils finissent par divorcer en 1950 et Paalen part à Paris,,.

### Vie avec Lee Mullican et voyages

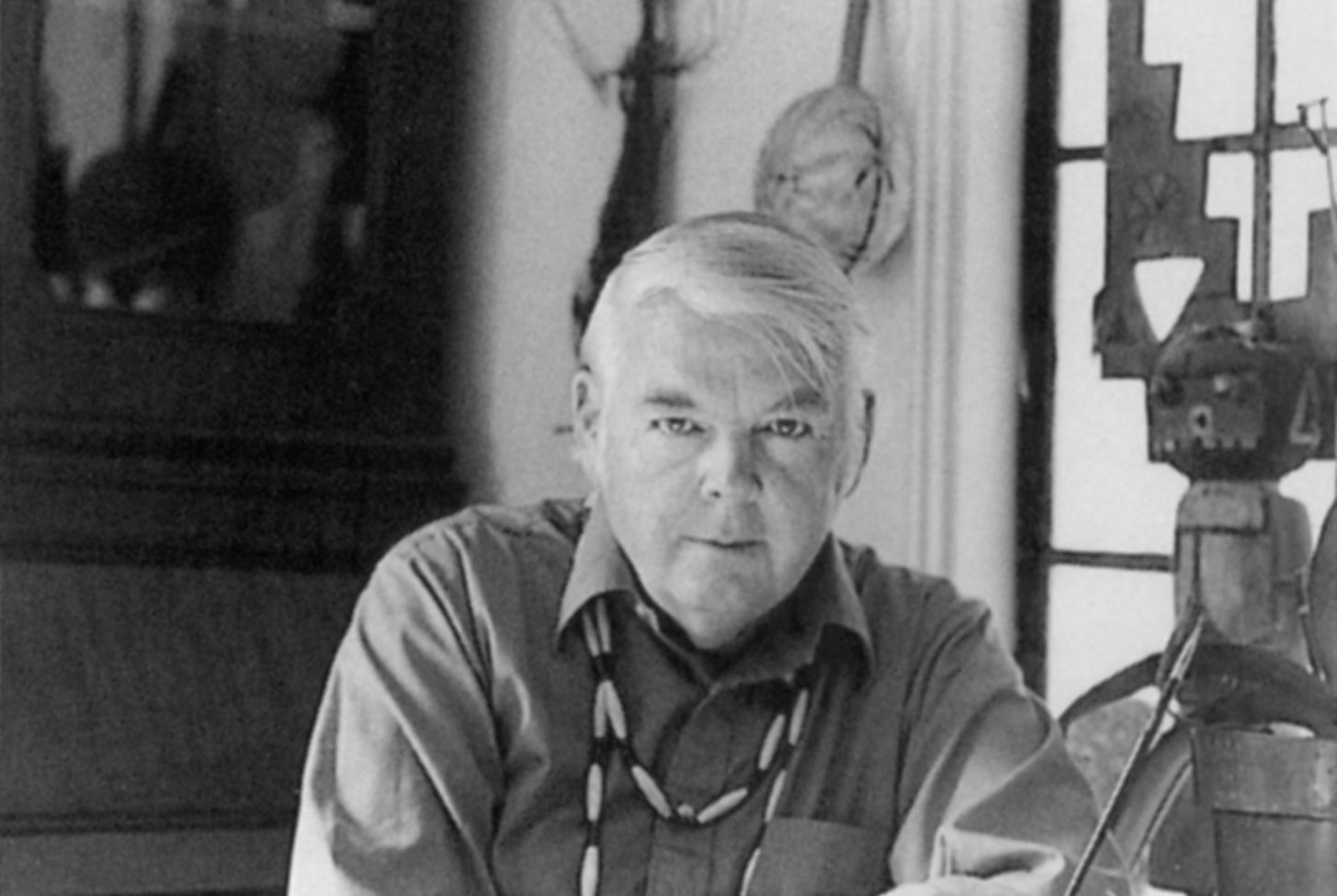
Lee Mullican, dans leur résidence de Santa Monica, en 1970.

#### Installation à Santa Monica
Luchita Hurtado s'installe alors à Santa Monica, d'abord seule puis en 1951 avec Lee Mullican, qu'elle épouse en 1957 et avec qui elle reste jusqu'à la mort de ce dernier, survenue en 1998,,,,. Ils ont deux enfants ensemble : l'artiste Matthew Mullican (en) (1951-) et le cinéaste John Mullican (1962-),,. Le couple reste en très bons termes avec Paalen, qui est retourné s'installer au Mexique.
Mullican et Hurtado tissent de solides liens avec les écrivains, cinéastes et artistes du Los Angeles des années 1950, parmi lesquels l'écrivain Christopher Isherwood et son partenaire le peintre Don Bachardy, qui sont leurs voisins à Santa Monica, la poétesse et actrice Iris Tree, l'écrivain James Agee, ou encore les designers Ray et Charles Eames et les cinéastes Jean Renoir et Charlie Chaplin,. L'artiste Mary Wescher, épouse de Paul Wescher, premier directeur du J. Paul Getty Museum, est également proche du couple et leur présente le galeriste Paul Kantor, qui expose pour la première fois Hurtado dans une exposition collective de sa galerie de Los Angeles en 1953, puis à nouveau en 1954.
Pour joindre les deux bouts, Hurtado travaille comme costumière, assistante et mannequin pour la créatrice de mode Matilda Etches (en) et obtient un petit rôle au cinéma (The Egyptian (1954, de Michael Curtiz),.

#### Voyages en Europe et au Chili
Entre 1955 et 1956, Luchita Hurtado rend visite à sa mère au Venezuela avec Matthews ; elle se dit très inspirée par les tropiques montagneux. De 1955 à 1958, Mullican est à São Paulo, au Brésil, dans le cadre d'un programme d'échange d'artiste.
Mullican obtient la bourse Guggenheim et la famille voyage en Italie en 1959, où elle rencontre le cinéaste Federico Fellini, la collectionneuse d'art Peggy Guggenheim et les artistes Louise Nevelson, Willem de Kooning et Isamu Noguchi. Ils poursuivent leur voyage dans le reste de l'Europe quand ils apprennent le suicide de Paalen la même année. À leur retour d'Europe en 1960, ils séjournent dans l'état de New York, avant de retourner en Californie, où Mullican obtient un poste de professeur à l'Université de Californie à Los Angeles (UCLA).
Luchita Hurtado et Lee Mullican ont leur deuxième fils John en 1962. Grâce à une bourse d'échange entre l'UCLA et l'Université du Chili, la famille voyage au Chili en 1968, en passant par le Venezuela ; ils traversent le Pérou et l'Équateur sur le chemin du retour l'année suivante.

#### Installation à Taos
En 1972, Hurtado et Mullican font construire une maison à Taos, où elle expose dans la Tally Richards Gallery en 1970. Elle est artiste en résidence au Tamarind Institute, un atelier de lithographie fondé en 1970, désormais sous l'égide de l'Université du Nouveau-Mexique, à Albuquerque. À Taos, elle devient proche de l'artiste Agnès Martin, dont les peintures aux tons très clairs ont une influence sur les œuvres textuelles aux couleurs pâles que Hurtado réalise tout au long des années 1970.

### Éveil artistique et féministe
Toute sa vie, et malgré les encouragements de Lee Mullican, Luchita Hurtado fait passer ses enfants, son mari et l'art de ce dernier avant le sien, ne peignant qu'à ses heures perdues. « J'admirais tellement le travail de Lee que toute mon énergie était consacrée à son travail [...] et il m'était très difficile d'accepter que je travaillais, moi aussi », révèle-t-elle en 2012. Elle explique n'avoir jamais cherché à exposer, vendre ou publier ses œuvres, et lorsqu'elle avait de la visite, elle retournait ses tableaux face au mur. Son attitude change lorsqu'elle participe au mouvement artistique féministe (en) au début des années 1970 : elle rejoint le Los Angeles Council of Women Artists (Conseil des femmes artistes de Los Angeles) en 1971 et participe l'année suivante à une exposition collective féministe, « Invisible/Visible », au Long Beach Museum of Art (en), organisée par Judy Chicago et Dextra Frankel. Cette dernière explique que dans le tableau Self Portrait (1971), Hurtado « regarde vers le bas et se voit d'une manière dont les hommes ne voient jamais les femmes ». Elle a déjà réalisé dans les années 1960 une série utilisant ce point de vue : Yo soy,.
| Image externe |                                                                                |
|               | Installation des tableaux de Hurtado lors de l'exposition au Woman's Building. |

Dans les années 1970, Luchita Hurtado, qui continue d'assister aux réunions du Los Angeles Council of Women Artists, crée un plus petit groupe avec certaines de ses membres parmi lesquelles Vija Celmins, Alexis Smith, Avilda Moses, Mako Idemitsu, Johanna Demetrakas (en), Barbara Haskell (en), Susan Titelman, Miriam Schapiro et Judy Chicago et qui reste en contact de nombreuses années,,. Elle tient sa toute première exposition individuelle en 1974 au Woman's Building de Los Angeles, intitulée « Luchita Hurtado. Grandview One ». Elle expose des peintures de grand format qui semblent à première vue être des abstractions géométriques, mais qui contiennent pour la plupart contiennent des mots et des phrases intégrés. Certaines toiles ont été découpées par Hurtado en bandes, reconfigurées et recousues.
Bien que Hurtado ait participé et partagé des convictions féministes avec de nombreux groupes, lorsqu'on lui a demandé de rejoindre un chapitre de la côte ouest des Guerrilla Girls, elle a refusé. Elle s'éloigne progressivement des groupes d'artistes féministes, avec lesquels elle ne partage pas la même conception de l'art.

### Nouveaux voyages et mort de Lee Mullican
La famille voyage en Inde en 1980, ce qui mène à un échange d'expositions : l'une présentant l'art contemporain américain en Inde, sous le commissariat de Mullican ; l'autre présentant l'art contemporain indien à l'Université de Californie à Los Angeles. D'autres voyages ont lieu aux États-Unis et dans plusieurs pays d'Europe, et Luchita Hurtado devient grand-mère deux fois en 1994.
La mort de Lee Mullican en 1998 est vécue comme un choc par Hurtado, qui perd, dit-elle, la « tranquillité d'esprit » dont elle avait besoin pour peindre. Son fils aîné Daniel del Solar Jr meurt à son tour en 2012.

### Une reconnaissance très tardive
Sa reconnaissance est très tardive, : en dehors de son travail pour Bloomingdale's, Condé Nast, et des deux expositions de Los Angeles auxquelles elle a participé, le travail de Hurtado est largement méconnu jusqu'en 2015. Ryan Good, ancien directeur de studio pour Lee Mullican, catalogue sa succession lorsqu'il tombe sur un certain nombre de peintures signées « LH ». En interrogeant Hurtado, qu'il connaît uniquement sous son nom de femme mariée, il apprend qu'elle est l'artiste à l'origine de ces œuvres,. Good montre ces peintures à Paul Soto, fondateur de la Park View Gallery, qui organise alors la deuxième exposition personnelle de l'artiste : « Luchita Hurtado : Selected Works, 1942-1952 », qui se déroule de novembre 2016 à janvier 2017,. Cette exposition porte un gros coup de projecteur sur l'œuvre de Luchita Hurtado, qui acquiert une subite renommée. Après une exposition à l'Annenberg Community Beach House de Santa Monica (2017), certaines de ses œuvres sont incluses dans la biennale « Made in L.A. » du musée Hammer en 2018 : elle bénéficie ainsi enfin de l'intérêt des critiques spécialisés, alors qu'elle est âgée de 97 ans. Dans cette exposition, la vitalité et l'actualité de ses œuvres, réalisées pour la plupart dans les années 1970, frappent les observateurs. Son travail mélange des formes abstraites biomorphiques, des motifs indigènes et des figures totémiques plus figuratives, dans lesquelles elle représente des parties du corps féminin,.
Elle est qualifiée de « nouvelle découverte incontournable » de l'exposition par le Los Angeles Times et reçoit un accueil critique extrêmement favorable. Son travail attire l'attention de Hans-Ulrich Obrist, un conservateur d'art suisse et directeur artistique des Serpentine Galleries à Londres, dans lesquelles elle tient sa première exposition solo internationale, intitulée « Luchita Hurtado : I Live I Die I Will Be Reborn » en 2019,. La même année, Luchita Hurtado est incluse dans le classement « TIME 100 : Most Influential People 2019 » ; elle a alors 98 ans,.
Bien qu'elle ait reçu une reconnaissance tardive pour son travail, Luchita Hurtado n'en a pas nourri de ressentiment. Dans une interview réalisée en 2019 avec une autre artiste, Andrea Bowers (en), pour le magazine Ursula, elle déclare : « Je ne ressens pas de colère, vraiment pas. Je me dis, vous savez : « Quelle stupidité de leur part ». Peut-être que les gens qui regardaient ce que je faisais n'avaient pas d'yeux pour l'avenir et, par conséquent, pas d'yeux pour le présent. »
Luchita Hurtado reste active dans le domaine artistique jusqu'à sa mort. En février 2020, le Los Angeles County Museum of Art expose une importante étude de sa carrière, en complément et en se basant sur l'exposition londonienne,.
Luchita Hurtado meurt le 13 août 2020, deux mois et demi avant ses 100 ans.

## Œuvre
Au cours de sa longue carrière, Luchita Hurtado a maintenu un engagement rigoureux en faveur de l'expérimentation — avec des styles, des formes et des matériaux, et à travers une gamme de médias.
| Image externe | |
|               | Sans titre de 1942. La plus ancienne huile sur toile connue de l'artiste : une « semi-abstraction éthérée de deux cerfs aplatis buvant au clair de lune ». Selon Tess Thackara, ce tableau ferait le lien avec les surréalistes mexicains et les peintures préhistoriques, bien qu'elle n'ait pas encore visité le Mexique ni les grottes de Lascaux et Altamira. |

Dans les années 1940 et 1950, elle produit principalement des peintures, dessins et estampes de sujets abstraits, des paysages biomorphiques et des figures totémiques et motifs indigènes,. L'influence du groupe Dynaton se ressent dans cette période, avec des motifs abstraits aux couleurs vives qui semblent être tissés ensemble. Elle y développe sa conception de l'humanité, de l'univers et de la nature, des thèmes centraux chez elle. Selon Wagley, ses œuvres sont « plus intuitivement organiques que celles de ses pairs [...] la dimension et la texture proviennent principalement de la façon dont l'encre s'accumule autour du crayon de cire ».
À partir des années 1960, elle se rapproche davantage de l'art figuratif pour évoquer des sujets plus politiques et sociaux, comme le mouvement de libération de la femme et le mouvement écologiste qui émergent aux États-Unis à cette époque. Elle approfondit sa vision de son propre corps, de sa présence, de son pouvoir : son corps devient central dans son œuvre, et elle l'associe à des symboles qui définissent la condition féminine : les fruits représentent sa sexualité ; la laine et l'osier son travail domestique et les jouets sa place dans la famille. Elle mélange aussi des parties de son corps avec des éléments de paysage pour réaffirmer la connexion entre le corps humain et la nature.
Lors de l'inventaire réalisé en 2015 par Ryan Good, directeur de la succession de Mullican, il identifie près de 1 200 tableaux non datés, dont environ un sur vingt est signé « LH ». Il signale aussi connaître des bijoux qu'elle a fabriqués pour Isamu Noguchi et Sam Francis, des vêtements conçus pour Agnès Martin. À la suite de cette découverte par Good, Luchita Hurtado a un promoteur (Park View/Paul Soto, à Los Angeles et à Bruxelles) pour la première fois de sa vie en 2018, à 97 ans.

### Surréalisme, art abstrait et intégration d'éléments indigènes
Hurtado s'est engagée dans différents styles et a puisé des éléments dans les mouvements artistiques d'avant-garde et modernistes du XXe siècle, tels que le surréalisme, l'abstraction et le réalisme magique.
Le critique d'art du Los Angeles Times Christopher Knight estime que « les formes vaguement surréalistes de ses dessins rappellent les pictogrammes denses de diverses cultures, anciennes et modernes. Il s'agit notamment des peintures rupestres préhistoriques, de l'art tribal du Nord-Ouest et du Sud-Ouest, des reliefs précolombiens et des peintures et sculptures abstraites. »
Le commissaire d'exposition Hans-Ulrich Obrist — organisateur de sa rétrospective londonienne — a déclaré à propos de Hurtado : « Luchita a toujours eu une identité très fluide, ce qui rend son art si proche du XXIe siècle. Nous devons clairement la replacer dans le contexte de l'avant-garde historique, parce qu'elle a été contemporaine de Frida Kahlo, a connu Diego Rivera et a été mariée à Wolfgang Paalen, une figure clé du surréalisme — et elle est une figure clé du surréalisme spirituel, avec une connexion avec l'art précolombien, mais on ne peut pas l'enfermer là-dedans non plus. » Il ajoute qu'elle a navigué dans un siècle de contextes différents et a joué un rôle important dans chacun d'eux. Selon lui, dans son œuvre, Luchita Hurtado brouille les frontières entre les mondes micro et macroscopique ; elle est à l'avant-garde non seulement du surréalisme spirituel, mais aussi des mouvements d'art féministe et environnemental.

### Démarche féministe
| Image externe | |
|               | Sans titre de 1971. Dans ce tableau, Luchita Hurtado fait un autoportrait depuis le point de vue du sujet regardant vers ses pieds, comme dans Self Portrait de la même année. |

Dans les années 1970, Luchita Hurtado participe au mouvement artistique féministe (en), dont l'un des jalons est l'exposition Womanhouse en 1973. Elle est suivie de l'inauguration du Woman's Building, où Hurtado présente sa première exposition personnelle l'année suivante.
Luchita semble avoir « anticipé les stratégies artistiques féministes des années 1970 » : elle a notamment intégré l'image de l'utérus dans son travail bien avant que l'art féministe n'intègre le même sujet au cours du mouvement artistique féministe de la fin des années 1970.
Parmi ses œuvres les plus connues figure la série Yo soy des années 1960 : des autoportraits que Hurtado a peints en regardant son propre corps, souvent dans des placards, car c'était le seul endroit où elle pouvait travailler entre l'éducation des enfants et la gestion de la maison. Dans les années 1970, les artistes féministes cherchent à se réapproprier leur sexualité ; Hurtado assume la sienne pleinement : « J'ai toujours été une personne très sexy et j'ai accepté le sexe comme faisant partie de ma vie. L'Église catholique en a fait une chose sombre, comme un moyen de contrôler les gens. Ils en ont fait quelque chose de souillé. » Une opposition que l'on retrouve dans l'utilisation des fruits dans ses œuvres,. Anne Ellegood, conservatrice principale du musée Hammer de 2009 à 2019, a déclaré à propos de cette série : « vous pouvez imaginer à quel point elles étaient significatives à cette époque en termes d'artistes féminines reprenant la capacité de représenter leurs propres corps et déplaçant le soi-disant regard masculin et contrôlant ce regard ».
La romancière et critique Yxta Maya Murray (en), d'Artforum, a décrit ses œuvres représentant des femmes nues comme étant « moins axées sur les plaisirs et les trajectoires du corps que sur sa suspension dans des moments par ailleurs insignifiants ». Hans-Ulrich Obrist a déclaré que « l'œuvre magistrale de Hurtado offre une perspective extraordinaire qui attire l'attention sur les bords de nos corps et le langage que nous utilisons pour combler le fossé entre nous et les autres. En associant des gestes intimes du corps à des vues étendues du ciel et de la terre, Luchita trace la carte d'un tissu conjonctif viscéral entre nous tous ».

### Inquiétude environnementale
| Image externe | |
|               | Sans titre (Aire Agua Mundo Fuego) de 2018. « Je suis très impliquée dans ce qui se passe dans le monde aujourd'hui, et c'est la fin du monde, et personne ne veut écouter. C'est ainsi que je suis arrivée à 'l'air, l'eau, le feu...' C'est une façon de faire une déclaration sans brandir plein de pancartes. Je suis trop vieille pour tenir des pancartes. Je le faisais avant, mais je ne le fais plus [...] J'ai vraiment l'impression de faire partie de cette planète. Cela a été très fort et influent toute ma vie. C'est pourquoi je reconnais qu'un arbre est mon cousin. J'ai une responsabilité envers le monde, envers ma planète. » |

Selon le New York Times, dans ses dernières années, les thèmes environnementaux de son œuvre sont devenus plus spécifiques et plus urgents, car elle a abordé la question du changement climatique. Certaines de ses dernières peintures et œuvres sur papier ajoutent des textes comme Water Air Earth, We Are Just a Species et Mother Nature, à ses images caractéristiques de personnages aux positions larges et aux bras ouverts, qui semblent se fondre dans les arbres qui les entourent. Elle avait déclaré qu'en ce qui concerne cette planète, elle espérait qu'il n'était pas trop tard pour que les gens fassent la différence,. D'autres, reprenant la perspective descendante de ses œuvres précédentes, montraient des globes émergeant comme des nourrissons du canal de naissance.
Elle personnifie la nature en incluant et liant les humains : elle crée des personnages mi-arbre mi-humain et des paysages corporels ; elle utilise des motifs naturels, cherchant à créer une sensualité avec des branches, des feuilles et des fruits. Elle explique sa vision ainsi : « La Terre est ma planète, et je suis impliqué avec tout le monde dans ce monde... Je me soucie de ce qui arrive à notre planète. [...] Nous sommes tous sur cette planète et nous sommes tous liés, et notre plus proche parent est un arbre, parce qu'ils expirent et nous inspirons. »
Louise Wise estime que les toiles oniriques et colorées de Luchita Hurtado, comme celles de la série des plumes de la fin des années 1970 (Sky skins), ne s'inscrivent dans aucun courant — surréalisme, réalisme magique ou art tribal — mais « reflètent sa profonde préoccupation pour la nature et les cultures indigènes qu'elle a rencontrées dans une vie qui a été riche en événements ». Sarah Lehrer-Graiwer analyse que la fusion entre le corps et l'environnement, soi et le cosmos qu'opère Hurtado est représentatif de l'environnementalisme passionné devenu central et urgent de l'artiste.
L'un des tableaux de Hurtado, The Last Leaf of Rachel Carson (« La dernière feuille de Rachel Carson », un paysage marin avec l'horizon formé par une feuille) est un hommage à Rachel Carson, biologiste marine et autrice du livre Printemps silencieux, qui alerte sur les dangers de l'empoisonnement par les pesticides et a donné naissance à des mouvements écologistes partout dans le monde.

### Série desAccouchements
| Image externe | |
|               | Sans titre (Accouchement) de 2019 (acrylique et encre sur papier). Dans cette série, Luchita Hurtado continue par ailleurs à expérimenter avec des techniques différentes, réalisant des aquatintes, qui sont une technique d'eau-forte. |

En 2019, Luchita Hurtado réalise une série de « peintures d'accouchement » représentant le moment de l'accouchement vu du point de vue de la mère, comme pour la série Yo soy. La tête du nouveau-né apparaît entre les jambes et les yeux de ce dernier sont toujours mis en évidence : il regarde sa mère, assurant le cycle de reproduction.
Elle a abordé le thème de la maternité à plusieurs reprises, qu'elle considère comme l'un des moments où l'on ressent le plus fortement son lien avec le monde naturel, animal, terrestre — toujours ce constat que « nous sommes tous liés ». Elle combine ainsi ses démarches féministes et écologistes, situant des scènes d'accouchement dans un environnement naturel, mélangeant arbres et organes reproducteurs. Cette série, réalisée alors qu'elle a plus de 95 ans, ferait le lien entre la fin et le début, la mort et la naissance — un cycle de la vie rendu intime par le point de vue adopté, laissant le spectateur extérieur à la scène.

## Expositions et rétrospectives
Alors que Luchita Hurtado travaille toute sa vie, elle expose très peu — ses amis eux-mêmes ne savaient pas tous qu'elle était une artiste. C'est grâce à l'exposition de ses premières œuvres à la Park View Gallery en 2016 puis surtout à l'inclusion de plusieurs de ses œuvres à la biennale de 2018 du musée Hammer intitulée « Made in L. A. » que sa popularité explose, alors que sa carrière est terminée depuis longtemps et qu'elle a plus de 90 ans.

### Expositions avant sa redécouverte

#### Individuelle
- Woman's Building, Los Angeles : « Luchita Hurtado. Grandview One » (1974)[7]

#### Collectives
- Paul Kantor Gallery, Los Angeles (1953)[7]
- Tally Richards Gallery, Taos (1970)[7]
- Long Beach Museum of Art (en), Long Beach : « Invisible/Visible: 21 Artists » (1972)[31]
- Carnegie Art Museum (en), Oxnard : « The Mystical in Art. Chicano/Latino Painting » (1994)[7]

### Expositions après sa redécouverte

#### Individuelles
- Park View Gallery, Los Angeles : « Luchita Hurtado. Selected Works, 1942-1950 » (2016)[7],[20]
- Night Club Gallery, Chicago : « Home » (2016)[7],[20]
- Annenberg Community Beach House (en), Santa Monica : « Figures and Icons » (2017)[32]
- Serpentine Galleries, Londres : « I live I die I will be reborn » (2019)[24],[25]
- Los Angeles County Museum of Art, Los Angeles : « I live I die I will be reborn » (2020)[33]
- Hauser & Wirth, New York : « Luchita Hurtado Together Forever » (2020)[34],[35]
- Hauser & Wirth, Zurich, Suisse : « Just Down the Street » (2020)[20],[36]

#### Collectives
- Musée Hammer, Los Angeles : « Made in L.A. 2018 » (2018)[7]
- Musée des Beaux-Arts, Boston : « Women Take the Floor » (2019)[20]
- Hauser & Wirth, Saint-Moritz, Suisse : « Material Actions » (2019)[20]
- Musée d'Israël, Jérusalem, Israël : « Bodyscapes » (2020)[20]
- Paul Kasmin Gallery (en) : « Valley of Gold. Southern California and the Phantasmagoric », New York (2020)[20]
- Berkeley Art Museum and Pacific Film Archive, Berkeley : « New Time: Art and Feminisms in the 21st Century » (2021)[20]
- Galerie carlier | gebauer, Berlin, Allemagne : « The Youngest Day » (2021)[20]
- Peter Freeman, Inc. : « Eye to Eye », New York (2021)[20]
- Centre Pompidou-Metz, Metz, France : « Arcimboldo Face to Face » (2021)[20]

## Conservation
- États-Unis
  - Museum of Modern Art, New York[37]
  - Art Institute of Chicago, Chicago[38]
  - Musée d'Art moderne de San Francisco, San Francisco[39]
  - Los Angeles County Museum of Art, Los Angeles[40]